# Акаевский, Анатолий Иванович
Анатолий Иванович Акаевский (29 июня 1893, Верхняя Ярославка, Тамбовская губерния — 21 октября 1982, Москва) — советский учёный в области ветеринарной анатомии, лауреат Сталинской премии (1952).
Старший брат анатома Н. И. Акаевского.

## Биография
Окончил Казанский ветеринарный институт (1918). В 1918—1920 работал в Сибирском сельскохозяйственном институте (Омск). После выделения ветеринарного факультета в самостоятельный вуз — доцент, профессор, проректор по учебной и научной работе Омского ветеринарного института.
По совместительству заведующий кафедрой анатомии сельскохозяйственных животных ОмСХИ (1933—1944).
Позднее работал заведующим кафедрой анатомии и гистологии Белоцерковского ветеринарного института (1947—1950), заведующий кафедрой анатомии в Московском химико-технологическом институте мясной и молочной промышленности (1950—1973).

## Научная деятельность
Автор более 200 научных работ, в том числе монографий и учебников. В соавторстве с профессором А. Ф. Климовым написал учебник «Системная анатомия домашних животных с основами гистологии», изданного в семи выпусках (M., 1931—1934), затем они были объединены в три тома под названием «Анатомия домашних животных» (М., 1937). Последующие издания с изменениями и дополнениями выходили под его редакцией в двух томах (М., 1941, 1949, 1952, 1955). В 1952 г. учебник был удостоен Сталинской премии 3 степени. Он переведён на сербский, венгерский, польский, монгольский, корейский и китайский языки.
В последующем издавал учебник в однотомном оформлении, выдержавший несколько изданий (М., 1962, 1969, 1975, 1984). Автор книги «Анатомия северного оленя» (Л., 1939).
В соавторстве с профессором Д. Я. Кринициным издал учебники «Физиология сельскохозяйственных животных с основами анатомии» (М, 1956), «Анатомия и физиология сельскохозяйственных животных» (М, 1960).

## Награды и звания
Профессор (1924). Доктор ветеринарных наук (1938), заслуженный деятель науки РСФСР (1970), лауреат Сталинской премии (1952). Награждён орденами Красной Звезды (1944) и «Знак Почёта», малой золотой медалью ВСХВ (07.06.1941).